# Carlo Giuseppe Ratti
Pour les articles homonymes, voir Ratti.
Carlo Giuseppe Ratti (Gênes, 1737 - 1795) est un Italien, un historien de l'art, biographe et un peintre du baroque tardif.
Fils du peintre Giovanni Agostino Ratti, il en a été l'élève à Savone.
À Rome, il a été l'ami des peintres Anton Raphael Mengs et Pompeo Batoni.
En 1775, il a été nommé directeur de l’Accademia ligustica di Belle Arti.

## Ouvrages
- Delle Vite di pittori, scultori ed architetti genovesi, Gênes, 1769.
- Une Vie de Raphael Mengs
- Notices sur le Corrège

## Œuvres
- Annunciation, église Santa Maria delle Vigne, près de Gênes.
- Le Christ et Pierre marchant sur les eaux
- L'Ange délivrant Pierre de sa prison
- Saint guérissant un aveugle
- Œuvres à la pinacothèque nationale de Savone.